# Didima humilis
Didima humilis är en kräftdjursart som beskrevs av Gustav Budde-Lund 1908. Didima humilis ingår i släktet Didima och familjen Philosciidae.

## Underarter
Arten delas in i följande underarter:
- D. h. humilis
- D. h. albicornis